# Mustapha Madih
Mustapha Madih est un entraîneur marocain né le 1er janvier 1956 à Casablanca au Maroc et mort le 4 novembre 2018 dans cette même ville.Il fut notamment entraîneur de l’équipe du Maroc de football des moins de 17 ans et a remporté deux titres de championnat marocain (2007 et 2008) et trois coupes du trône (2006, 2007, 2008).

## Biographie
Après des passages concluants aux commandes techniques des clubs d'Al Marj de Libye, le Raja de Beni Mellal, le Raja d'Agadir, le Rachad Bernoussi, l'Olympique Youssoufia, la Jeunesse d'El Massira et l'Olympique de Khouribga, Mustapha Madih a atterri en juin 2007 au FAR de Rabat où il avait signé un contrat de 2 ans.
Le 17 juin 2008, Madih a été reçu par les dirigeants des FAR de Rabat, ces derniers lui ont expliqué qu'en raison des rumeurs sur sa nomination comme entraîneur de l'équipe olympique, il était préférable de se séparer de façon que l'équipe ne se retrouve pas à un moment donné sans entraîneur. Madih aurait expliqué que ce qui l'intéressait c'était de poursuivre avec le club et que les offres étrangères ou nationales ne l'intéressaient pas. Madih remportera en une année d'exercice une coupe du trône et un championnat avec les FAR et qualifiera l'équipe à une nouvelle finale de coupe.
Il est allé ensuite en 2008 entraîner l'équipe nationale du Qatar. Il a entraîné pendant la saison sportive 2009/2010 l'équipe qatari Al Wakrah. Il a entraîné l'équipe du Hassania d'Agadir pendant presque 3 ans.
Le 9 mai 2014, le Hassania d'Agadir annonce que Madih quitte le club à l'amiable.
Il décède le 4 novembre 2018 des suites d'une longue maladie.

## Palmarès en tant qu’entraîneur
- Avec le Maroc :
  - Jeux de la Francophonie : 2001

- Avec l'Olympique de Khouribga :
  - Coupe du trône : 2006
  - Championnat du Maroc : 2007

- Avec les FAR de Rabat :
  - Coupe du trône : 2007
  - Championnat du Maroc : 2008